# Mandarina
Mandarina é um género de gastrópode da família Camaenidae.
Este género contém as seguintes espécies:
- Mandarina anijimana
- Mandarina aureola
- Mandarina chichijimana
- Mandarina conus
- Mandarina exoptata
- Mandarina hahajimana
- Mandarina hirasei
- Mandarina luhuana
- Mandarina mandarina
- Mandarina polita
- Mandarina ponderosa
- Mandarina suenoae
- Mandarina trifasciata